# Charles Scarborough

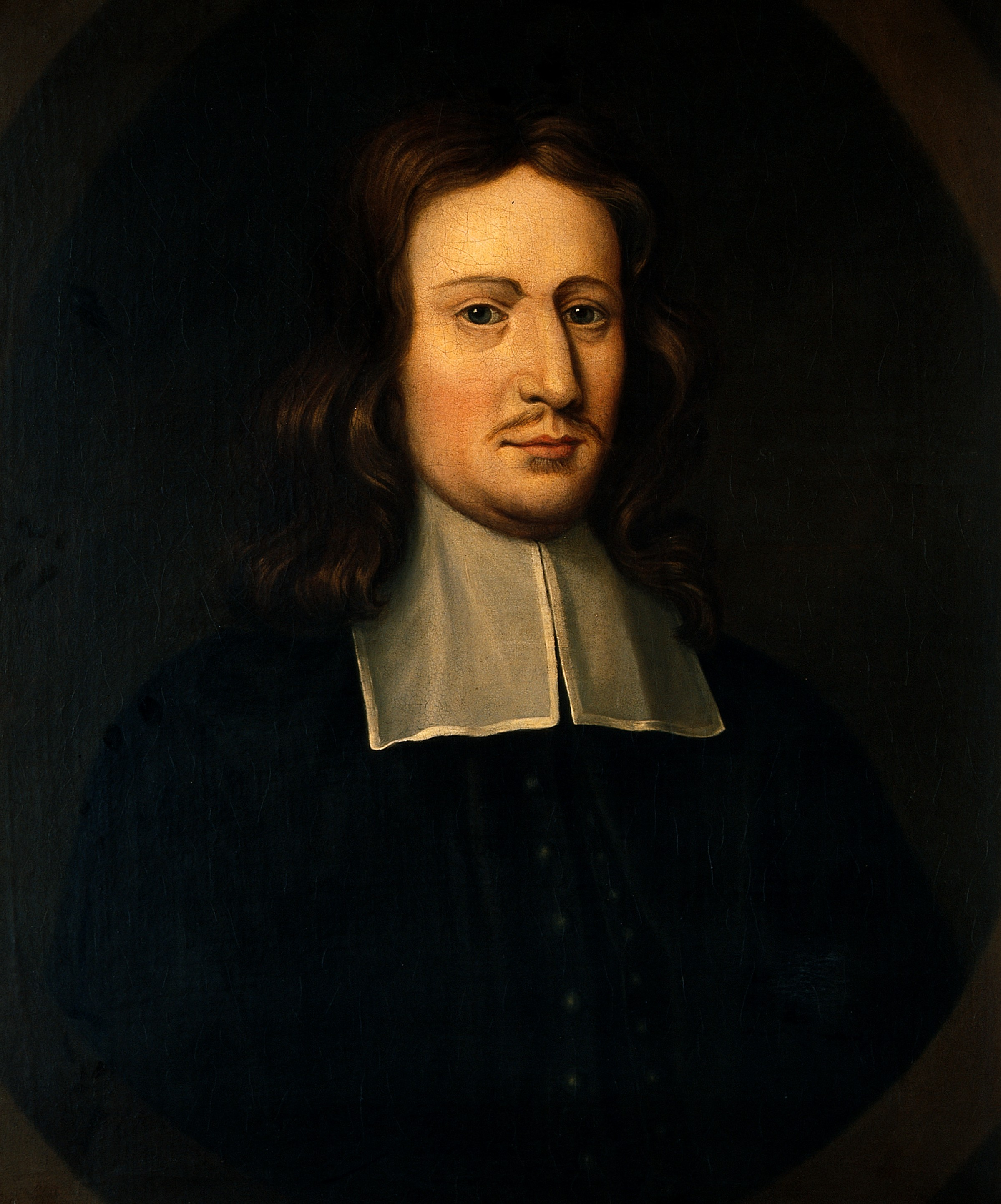
Charles Scarborough, Ölgemälde

Charles Scarborough (auch Scarburgh, * 19. Dezember 1615 in London; † 26. Februar 1693 in ebenda) war ein britischer Arzt und Mathematiker.

## Leben und Wirken
Scarboroughs Vater Edmund Scarborough (1584–1635) war Anwalt und Armeeoffizier und siedelte ab 1621 in Virginia. Scarburgh besuchte die St Paul’s School in London und ab 1633 die Universität Cambridge (Gonville and Caius College, dessen Fellow er 1640 wurde), an der er 1637 seinen Bachelor-Abschluss und 1640 seinen Magister-Artium-Abschluss erwarb. Er studierte dort Medizin und Mathematik als Schüler von Seth Ward, wobei sie den Clavis Mathematica von William Oughtred benutzten, den sie auch gemeinsam besuchten. Scarborough hielt in Cambridge auf der Basis des „Clavis“ Vorlesungen über Mathematik.
Im Rahmen der politischen Umwälzungen verlor er seinen Fellow-Status in Cambridge und ging an das Merton College in Oxford. Hier befreundete er sich mit William Harvey und war dessen Schüler. Nach seinem Tod hinterließ ihm Harvey eine Samt-Robe und chirurgische Instrumente aus Silber. 1646 wurde er in Oxford promoviert (M.D.) und wurde Fellow des Merton College. 1649 wurde er Dozent für Anatomie bei des Royal College of Surgeons of England, die auch sein Porträt in Auftrag gaben. 1656 wurde er als Nachfolger von Harvey Lumleian Lecturer am College of Physicians.
1660 wurde Scarboroughs Leibarzt von Karl II., der ihn 1669 adelte. Er war auch unter dessen Nachfolger Jakob II., bei Georg von Dänemark und Mary II. Hofarzt, wobei eine angebliche Sternerscheinung in den Jagdhunden von ihm berichtet worden sei.
Er war Fellow der Royal Society und Fellow des Royal College of Physicians (1650). 1682 begleitete er den Herzog von York auf der Gloucester nach Schottland und wurde nur knapp vor dem Ertrinken aus dem Wasser gerettet, als ihr Schiff Schiffbruch erlitt. 1685 bis 1687 war er Parlamentsmitglied für Camelford in Cornwall. 1691 ging er in den Ruhestand. Er liegt in Cranford (Middlesex) begraben.
Er schrieb ein Anatomiebuch und übersetzte und kommentierte die ersten sechs Bücher von Euklids Elementen (veröffentlicht von seinem Sohn 1705). Scarborough interessierte sich auch für Naturgeschichte. Ein Katalog seiner mathematischen Bibliothek wurde 1695 gedruckt.
Scarborough war ein Freund des Dichters Abraham Cowley, der über ihn ein Gedicht schrieb.
Sein Bruder Edmund Scarborough (1617–1671) war wie sein Vater Siedler in Virginia.

## Schriften
- Syllabus musculorum. 1676.